# Bolinopsis indosinensis
Bolinopsis indosinensis is een soort in de taxonomische indeling van de ribkwallen (Ctenophora). 
De kwal behoort tot het geslacht Bolinopsis en behoort tot de familie Bolinopsidae. De wetenschappelijke naam van de soort werd voor het eerst geldig gepubliceerd in 1946 door Dawydoff.